# Вольная борьба на летних Олимпийских играх 1936 — до 79 кг
Соревнования по вольной борьбе в рамках Олимпийских игр 1936 года в среднем весе (до 79 килограммов) прошли в Берлине с 2 по 5 августа 1936 года в «Германском Зале». 
Турнир проводился по системе с начислением штрафных баллов. За чистую победу штрафные баллы не начислялись, за победу по очкам борец получал один штрафной балл, за поражение по очкам со счётом 2-1 два штрафных балла, за поражение со счётом 3-0 или чистое поражение — три штрафных балла. Борец, набравший пять штрафных баллов, из турнира выбывал. Тот круг, в котором число оставшихся борцов становилось меньше или равно количеству призовых мест, объявлялся финальным, и борцы, вышедшие в финал, проводили встречи между собой. В случае, если они уже встречались в предварительных встречах, такие результаты зачитывались. Схватка по регламенту турнира продолжалась 15 минут.
В среднем весе боролись 15 участников. В отсутствие несомненного фаворита Ивара Юханссона, который на этой Олимпиаде выступал только в греко-римской борьбе, сложно было определить явного претендента на медали. На соревнованиях отменно выступил француз Эмиль Пуальве, участник двух предыдущих олимпиад и трёх олимпийских турниров, но не добивавшийся ранее успехов. В его активе была только бронзовая медаль чемпионата Европы 1930 года. Пуальве из шести схваток выиграл чисто пять и лишь у бронзового призёра предыдущих игр Кюёсти Луукко выиграл единогласным решением судей. Второе место занял американец Дик Волива, как и все американские борцы в то время, неизвестный в Европе. Третье место завоевал Ахмет Киреччи, который через двенадцать лет станет олимпийским чемпионом, но уже в тяжёлом весе.    

## Призовые места
- Эмиль Пуальве
- Ричард Волива
- Ахмет Киреччи

## Первый круг
| Штрафных баллов | Участник 1       | Результат    | Участник 2         | Штрафных баллов |
| --------------- | ---------------- | ------------ | ------------------ | --------------- |
| 1               | Янош Рихецки     | 3-0          | Карам Расул        | 3               |
| 0               | Ричард Волива    | Туше (10:41) | Ян ван ден Мерве¹  | 3               |
| 1               | Эрколе Галлегати | 2-1          | Людвиг Линдблом    | 2               |
| 1               | Ахмет Киреччи    | 3-0          | Ханс Шедлер        | 3               |
| 0               | Кюёсти Луукко    | Туше (5:12)  | Франс ван Хооребек | 3               |
| 0               | Эмиль Пуальве    | Туше (5:24)  | Терри Эванс        | 3               |
| 0               | Ярослав Сысель   | Туше (2:00)  | Лесли Джефферс     | 3               |
| 0               | Эрнст Кребс      | Пропускал    |                    |                 |

¹ Снялся с соревнований

## Второй круг
| Штрафных баллов | Участник 1       | Результат    | Участник 2         | Штрафных баллов |
| --------------- | ---------------- | ------------ | ------------------ | --------------- |
| 0               | Эрнст Кребс      | Туше (13:30) | Янош Рихецки       | 4               |
| 1               | Ричард Волива    | 3-0          | Карам Расул        | 6               |
| 2               | Ахмет Киреччи    | 2-1          | Людвиг Линдблом    | 4               |
| 2               | Эрколе Галлегати | 3-0          | Ханс Шедлер        | 6               |
| 1               | Эмиль Пуальве    | 3-0          | Кюёсти Луукко      | 3               |
| 0               | Ярослав Сысель   | Туше (3:18)  | Франс ван Хооребек | 6               |
| 3               | Лесли Джефферс   | Туше (10:00) | Терри Эванс        | 6               |

## Третий круг
| Штрафных баллов | Участник 1    | Результат   | Участник 2       | Штрафных баллов |
| --------------- | ------------- | ----------- | ---------------- | --------------- |
| 2               | Ричард Волива | 2-1         | Эрнст Кребс      | 2               |
| 5               | Янош Рихецки  | 3-0         | Людвиг Линдблом  | 7               |
| 3               | Ахмет Киреччи | 3-0         | Эрколе Галлегати | 5               |
| 4               | Кюёсти Луукко | 3-0         | Ярослав Сысель   | 3               |
| 1               | Эмиль Пуальве | Туше (5:56) | Лесли Джефферс   | 6               |

## Четвёртый круг
| Штрафных баллов | Участник 1    | Результат   | Участник 2     | Штрафных баллов |
| --------------- | ------------- | ----------- | -------------- | --------------- |
| 4               | Ахмет Киреччи | 2-1         | Эрнст Кребс    | 4               |
| 2               | Ричард Волива | Травма      | Кюёсти Луукко  | 7               |
| 1               | Эмиль Пуальве | Туше (5:56) | Ярослав Сысель | 6               |

## Пятый круг
| Штрафных баллов | Участник 1    | Результат    | Участник 2    | Штрафных баллов |
| --------------- | ------------- | ------------ | ------------- | --------------- |
| 1               | Эмиль Пуальве | Туше (14:43) | Эрнст Кребс   | 7               |
| 3               | Ричард Волива | 2-1          | Ахмет Киреччи | 6               |

## Финал
| Штрафных баллов | Участник 1    | Результат    | Участник 2    | Штрафных баллов |
| --------------- | ------------- | ------------ | ------------- | --------------- |
|                 | Эмиль Пуальве | Туше (10:25) | Ричард Волива |                 |